# هیده‌یوکی ناکایاما
هیده‌یوکی ناکایاما (انگلیسی: Hideyuki Nakayama؛ زادهٔ ۳۱ ژوئیهٔ ۱۹۶۷) بازیگر، و شخصیت‌های تلویزیونی در ژاپن اهل ژاپن است.